# كيلانغ
جزيرة كيلانغ هي جزيرة في مقاطعة مالوكو، إندونيسيا. وهي جزيرة جبلية تقع قبالة الطرف الغربي من جزيرة سيرام، شرق مانيبا. وتقع أكبر قراها على الجانب الشمالي الشرقي. وتعتبر تونو، أعلى نقطة في الجزيرة وهي بركان قديم.
وتقع جزيرة بابي بينها وبين جزيرة سيرام. وهي جزيرة منخفضة نسبيا بالقرب من الجانب الشمالي الشرقي لجزيرة كيلانغ، ويفصلها عن جزيرة كيلانغ وجزيرة سيرام مضيق صغير.
سكان كيلانغ يتكلمون لغة لوهو، وكذلك اللغة الإندونيسية ولغة أمبونيسي الملايو.